# Митбахон
Митбахо́н («кухонька») (ивр. המטבח‎, ха-Митба́х, англ. The Kitchen Cabinet, или ''ха-Митбахон) — термин, используемый в израильской политике для описания совещаний вышестоящих официальных лиц или неофициальных советников при Военно-политическом кабинете Израиля.
«Митбахон» — это узкий форум «внутреннего Кабинета по вопросам безопасности», действующий параллельно с официальным «Кабинетом по вопросам безопасности» с целью оказания помощи в формулировании вопросов национальной безопасности и политики, и подготовки к их обсуждению и принятию решений в официальных форумах.

## История

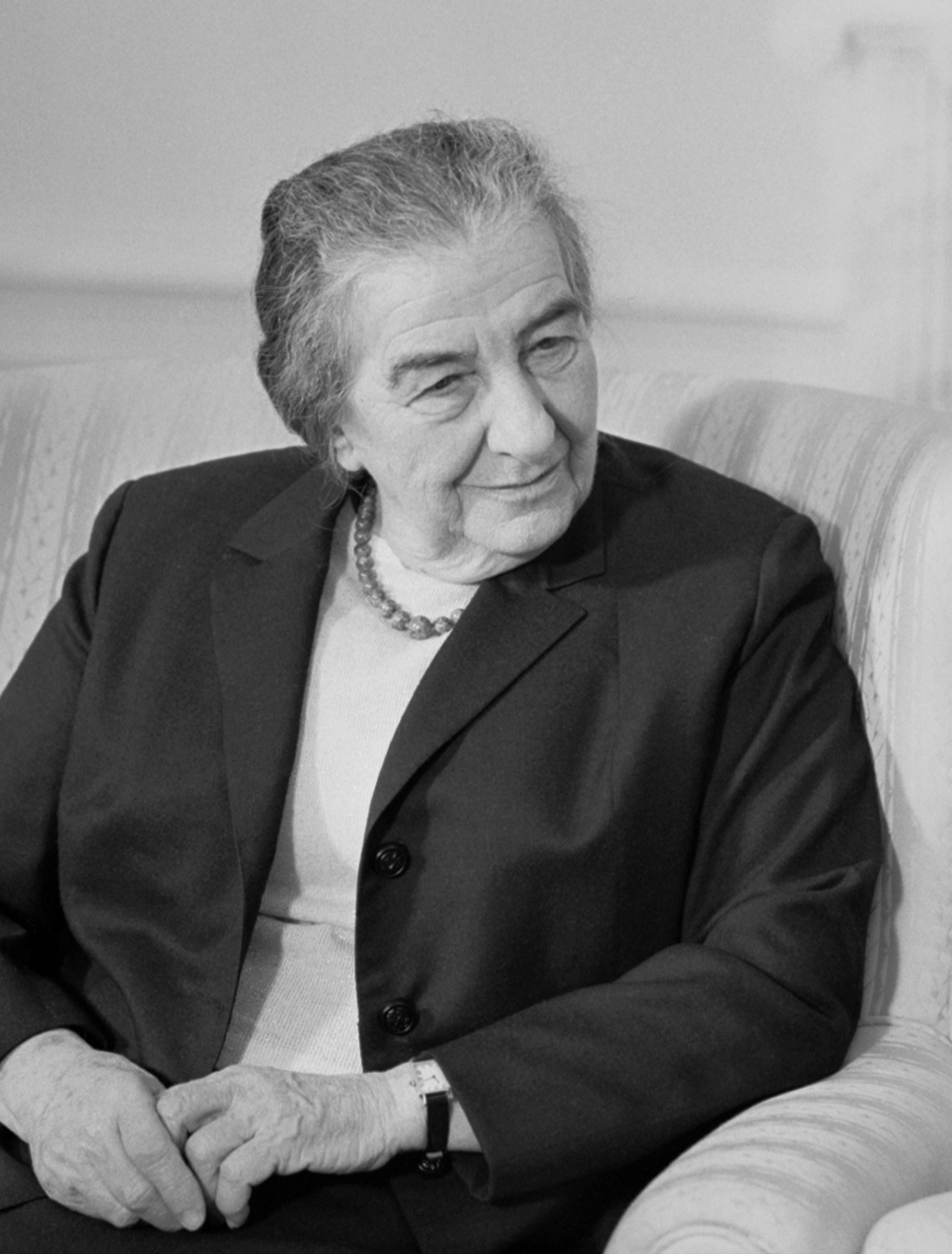
Голда Меир

Первое появление этого термина связано с угощением своих гостей бывшим премьер-министром Голдой Меир в ходе частных совещаний, которые проводились у неё дома вечером во время Шаббата, чтобы заранее проработать вопросы для заседания Кабинета министров, проходившего в её канцелярии на следующий день.
Таким образом сложился образ Голды Меир, угощавшей посетителей пирогом собственного приготовления, и обсуждений вокруг её кухонного стола. В этот кабинет под названием «Кухня Голды», обычно входили Моше Даян, Игал Алон, Исраэль Галили и Яаков Шапира, с которыми, по мере необходимости, приходили и другие официальные лица.
Участники «митбахона» считали свои заседания полезным инструментом подготовки решений, в то время как их оппоненты заявляли, что это просто способ обойти рамки официального пути принятия решений правительством.
В первую каденцию Биньямина Нетаниягу на посту премьер-министра (1996—1999 гг.), полный состав правительства которого составлял 27 министров и их заместителей, в такой кабинет входили сам Нетаниягу, министр иностранных дел Израиля Давид Леви и министр обороны Ицик Мордехай. Этот форум прекратил своё существование после того, как на пост министра финансов в 1997 году был назначен Ариэль Шарон, который потребовал включить его в состав этого форума. Возражавший против этого включения Давид Леви, покинул «митбахон».
После того, как заседания форума были возобновлены в 1998 году, в них участвовали Нетаниягу, Мордехай, Шарон, министр торговли и промышленности Натан Щаранский, иногда и Давид Леви В январе 1999 года, после перестановок в кабинете министров, Нетаниягу отменил заседания «митбахона», объявив, что он будет заменен группой министров, включающей его самого, нового министра обороны Моше Аренса и советника по вопросам национальной безопасности.

## Участники — 2009
В 2009 году, во 2-ю каденцию Нетаниягу на посту премьер-министра, в его митбахон, известный также как «Семерка» (ивр. השביעייה‎), входили:
1. Биньямин Нетаниягу.
2. Авигдор Либерман, Министр иностранных дел и Заместитель премьер-министра Израиля
3. Эхуд Барак, Министр обороны Израиля и заместитель премьер-министра.
4. Бени Бегин, Министр без портфеля.
5. Дан Меридор, Министр по делам разведки и атомной энергии (англ.) и заместитель премьер-министра.
6. Сильван Шалом, Министр по развитию Негева и Галилеи (англ.) и заместитель премьер-министра.
7. Биньямин бен-Элиезер, Министр промышленности, трудовых ресурсов и торговли (англ.).
8. Моше Яалон, Министр по стратегическим вопросам (англ.) и заместитель премьер-министра.

### Узкий «митбахон»
На 2009 год, во внутренний узкий кабинет (ивр. המטבחון המצומצם‎, ха-Митбахо́н ха-Мецумца́м) входили Нетаниягу, Либерман и Барак.

## Участники — 2013
Был создан в марте 2013 года в составе 33 правительства Израиля под руководством Б. Нетаниягу.
1. Биньямин Нетаниягу
2. Моше Яалон, Министр обороны
3. Яир Лапид, Министр финансов
4. Ципи Ливни, Министр юстиции
5. Нафтали Беннет, Министр промышленности, трудовых ресурсов и торговли.
6. Авигдор Либерман, Министр иностранных дел — с 2014 года[уточнить]

Узкий кабинет не определялся.